# Kumarino
Kumarino (makedonska: Кумарино) är en ort i Nordmakedonien. Den ligger i kommunen Veles, i den centrala delen av landet, 40 kilometer sydost om huvudstaden Skopje. Kumarino ligger 341 meter över havet och antalet invånare är 102.